# Vladimír Krška
Vladimír Krška, vlastním jménem Vladimír Doležal, (18. července 1924 Brno – 12. února 1999 Praha) byl český herec.

## Životopis
Vladimír Krška se narodil v brněnské čtvrti Lískovec v roce 1924, pocházel z úřednické rodiny.
O herectví se začal zajímat už při studiu na gymnáziu, díky svému profesorovi, který ho seznámil s dramatickým herectvím. Jeho zásluhou začal studovat Státní konzervatoř v Brně. Absolvoval ji v roce 1944. Jeho první angažmá bylo v hranickém Beskydském divadle v témže roce.
V rámci tohoto angažmá vzniklo i jeho umělecké jméno. Zvolil si příjmení matky za svobodna, kvůli hereckému kolegovi stejného příjmení, kterým byl Miroslav Doležal.
Poté byl totálně nasazen do konce války.
Po jejím skončení nastoupil do oblastního divadla v Ostravě (1945–1949). Pokračoval v Divadle J. K. Tyla v Plzni (1949–1960) a nakonec přestoupil v roce 1960 do pražského Divadla na Vinohradech. Zde herecky působil až do odchodu na odpočinek v 90. letech.
Byl ženatý a měl dvě vlastní dcery, syna adoptoval z dětského domova. Byl to nejmladší herec z filmu Ať žijí duchové!
Vladimír Krška zemřel 12. února 1999 v Praze ve věku 74 let.
Vladimír Krška byl často obsazován do vedlejších rolí, kde se díky svému neopakovatelnému vzhledu hodil do všech žánrů bez rozdílů prostředí a doby, kde se odehrávaly. Měl menší zavalitou postavu, kulatou ostře řezanou tvář, která ho předurčovala pro role dobráckých mužů, někdy komického charakteru s výrazem naivity a neznalosti, jindy ale i tragické postavy s těžkým osudem či temnými úmysly hraničící až s podlostí. Všechny tyto vlastnosti dokázal zahrát velmi věrohodně až to vedlo k jeho neoblíbenosti u diváků. To ovšem jen svědčilo o jeho velkém hereckém umění a talentu.

## Dílo

### Film
- 1948 Případ Z-8 - role: mladý dělník
- 1950 Karhanova parta - role: brusič Tulach
- 1956 Neporažení - role: vojín Tonek
- 1962 Černá dynastie - role: příslušník VB
- 1965 7 zabitých - role: opilý muž z Počernic
- 1969 Flirt se slečnou Stříbrnou – role: spisovatel Andres
- 1970 Hogo fogo Homolka
- 1974 Jáchyme, hoď ho do stroje! - role: ředitel výpočetního střediska
- 1977 Což takhle dát si špenát
- 1978 Princ a Večernice
- 1979 Tchán
- 1979 Poprask na silnici E4
- 1979 Muzika pro dva
- 1980 Romaneto
- 1980 Kluci z bronzu
- 1980 Hadač od Saidovy zahrady
- 1983 Oči pro pláč
- 1983 Evo, vdej se
- 1984 Zátah
- 1984 Záchvěv strachu
- 1986 Osudy dobrého vojáka Švejka (Animovaný)
- 1989 Muka obraznosti
- 1990 Keď hviezdy boli červené
- 1991 Fascikl „S“
- 1993 Svatba upírů
- 1995 Divoké pivo

### Televize
- 1960 Dokonalý zločin (TV film)
- 1969 Dvě Cecilky (TV pohádka) – role: kuchař
- 1969 Komediantská historie (TV inscenace románu Anatola France) – role: režisér Romilly
- 1969 Hříšní lidé města pražského Turecké náušnice (E09)
- 1970 Manon Lescaut (inscenace básnického dramatu) - role: hostinský z Amiensu
- 1971 Princ a chuďas (film, 1.díl (1/2): Králova smrt, 2.díl (2/2): Zrození krále)
- 1972 Podezřelé prázdniny (minisérie) – role: otec Evy-Lotty
- 1975 Bakaláři Medvěd (S04E35)
- 1974-1975-1976 30. Případů Majora Zemana (Mědirytina S01E07, Romance o nenápadné paní S02E03, Loupež sladkého "I" S01E03)
- 1978 Herecká dráha (komedie) - role: Stodola, otec Magdy
- 1979 Hastrmanská povídačka (TV film)
- 1979 Sedm kilo pro Králíčka (TV film)
- 1980 Snídaně v pánském pyžamu (TV film)
- 1980 Arabela (Jak pan Majer našel zvoneček E01)

- 1980 Anna Proletářka (TV film)
- 1980 Kotva u přívozu (TV film)

- 1981 V zámku a podzámčí
- 1982 Karlův most (TV film)
- 1982 Malý pitaval z velkého města (Cyklista E05)
- 1981 Veteráni (TV film)
- 1981 V zámku a podzámčí (TV film)
- 1981 Ubohý pan Kufalt (TV film)
- 1981 Střecha pod vodou (TV film)
- 1981 Psí bouda podmínkou (TV film)
- 1982 Slečna ze špatnou pověstí (TV film)
- 1983 Tažní ptáci[6]
- 1984 Sanitka (E05,E06)
- 1984 Venkovan (TV film)
- 1984 Santa Lucia (TV film)
- 1985 Každý má svůj den (TV film)
- 1985 Počestná kariéra (TV film)
- 1985 Panská 8 (TV film)
- 1986 Grófinka (TV film) - role: plukovník
- 1986 O rybáři a rybce (TV film)
- 1986 Můj obchod se psy (TV film)
- 1987 Poklesky zralých mužů (TV film)
- 1987 Pan Pickwick (TV film)
- 1988 Cirkus Humberto (Varieté E10, Útěk E11, Slavné jméno E12)
- 1988 Mistr Kornelius (TV film)
- 1988 Viktor Veliký (TV film)
- 1988 Stařeček vavříny vídeňské slávy ověnčený aneb Zpronevěra (TV film)
- 1988 Kdoví, kdy začne svítat (TV film)
- 1989 Dlouhá míle
- 1989 V tomhle zámku straší, šéfe! (TV film)
- 1989 Utopím si ho sám (TV film)
- 1989 Portrét (TV film)
- 1989 Dobrodružství kriminalistiky (Rekonstrukce (S01E07)
- 1989 Pot, lesk a potlesk (TV film)
- 1990 Milostivé léto (TV film)
- 1994 O zvířatech a lidech
- 1995 Život na zámku
- 1996 Hospoda

### Rozhlas
- 1954 Nikolaj Vasiljevič Gogol: Hráči, role: Gavrjuška; režie: Luboš Pistorius
- 1985 Václav Nývlt: Neznámý přítel, role: Ševčík; režie: Josef Hajdučík; osoby a obsazení: Profesor archeologie Návrat (Josef Kemr), Pavlovský (Václav Švorc), Tereza (Dana Richterová), JUDr. (František Němec), Jindra (Petr Svoboda), kriminalista (Miloš Rozhoň), Boženka (Daniela Bakerová) a další.
- 1988 Kocourkov (pohádka), Československý rozhlas Praha, dramatizace: Jana Dvořáková, režie: Ladislav Rybišar, hráli: Václav Knop (Všudybyl), Jiří Holý (purkmistr), Ilja Prachař (radní), Jan Faltýnek, Vladimír Krška, Jan Skopeček, Věra Kubánková, Jana Drbohlavová, Ladislav Trojan, Miriam Kantorková a další.

## Divadlo
- 1951/1952 Jarní hromobití (Krajské oblastní divadlo Plzeň) - Ondra Bašus
- 1954/1955 Hráči (Krajské oblastní divadlo Plzeň) - Gavrjuška, sluha Icharevův

- 1969 Brouk v hlavě
- 1969 Alchymista
- 1972 Lakomec
- 1979 Král Krysa
- 1984 Dům na nebesích

### Divadelní působiště
Divadlo J. K. Tyla v Plzni (1949-1960)
Státního divadlo v Ostravě (1945-1949)
Divadlo na Vinohradech (1960-199?)

## Ocenění
- 1995 Cena Senior Prix